# イヤホンズ
イヤホンズ（earphones）は、高野麻里佳・高橋李依・長久友紀からなる日本の声優ユニット。所属レーベルはキングレコードの内部レーベルであるEVIL LINE RECORDS。
元はあさのますみ（浅野真澄）・畑健二郎からなる同人サークル・"はじめまして。"が手がけた漫画『それが声優!』の作中でメインキャラクター3人によって結成された架空の声優ユニットだったが、同作のアニメ化に際してメンバーの声を担当することになった声優3人による現実のユニットが結成された。
上記の浅野真澄が所属する声優ユニット・Aice5はイヤホンズの姉貴分にあたる。

## 概要

### 現実における『声優アーティスト』としてのイヤホンズ
2015年、『それが声優！』がテレビアニメ化されるにあたり、アニメ版において上記主役3名を演じる高橋李依・高野麻里佳・長久友紀によって結成され、現実の声優ユニットとなった。所属レーベルであるEVIL LINE RECORDS（キングレコードのサブレーベル）としては、同レーベルでの声優アーティストのデビューは発足以来初めてであった。
『それが声優！』作者の「あさのますみ」は、声優・浅野真澄の作家名義であり、また同作の製作には、浅野が所属していた声優ユニットAice5のメンバーでもある堀江由衣およびたかはし智秋も協力している経緯があり、実際に、浅野、堀江が本人役で、同じAice5のメンバーの神田朱未がマネージャー役としてアニメに出演。テレビアニメ第11話ではメンバー全員がゲスト出演している。その意味では本ユニットはAice5の実質的な妹分ユニットとも言える。2015年11月22日に開催されたライブイベント『イヤホンズ vs Aice5 ～それがユニット!～』にて、Aice5から正式に妹分ユニットとして認められた。
アニメ『それが声優!』が放送終了した後も1stアルバム発売、一周年記念ライブ、コラボイヤモニ発売と徐々に活動の幅を広げながら様々なアニソンのライブイベントなどに出演。2016年8月には、念願の『アニサマ』こと『Animelo Summer Live 2016 刻-TOKI-』に出演。知名度を大きく上げ、声優ユニットとしての地位を徐々に固めていった。
2017年に入り、テレビアニメ『AKIBA'S TRIP -THE ANIMATION-』にイヤホンズのメンバーらがメインキャストとしてレギュラー出演することになり、再びアニメ業界にてイヤホンズがフィーチャーされることとなった。
2018年以降は、"声優" ならではの表現力を活かした音楽へとシフトして行き、声優・アニメ業界のみならず音楽業界からも注目を集めており、イヤホンズの音楽性は年々高まり幅が広がっている。

### 『それが声優！』の劇中のイヤホンズ
本来は四コマ漫画作品『それが声優！』（原作シナリオ：あさのますみ / 作画：畑健二郎）に登場した、同作の主人公たちである一ノ瀬双葉、萌咲いちご、小花鈴の3名による架空のユニット。コミックマーケット84（2013年8月11日）にて発刊された同人誌『それが声優! EX2』を初出とする。
同作においては、偶然、同じアニメ作品の演者として出会い集まった彼女らを、その作品のプロデューサーである海原さんが見出し、彼の提案指導のもとで件のアニメにおけるメディアプロジェクトの一環として結成されたユニットである。ユニットの命名者は海原さんで、彼いわく「ファンのために耳元で歌ってくれているような（身近で親しまれる）ユニットでいてほしい 」という思いで名付けたという。当初ユニットを組まされるにおいて、自分たちで様々な名称を考えていた3人にとってみれば、相談なく勝手に決められたユニット名であった上「センスが無い」と不評であったが、活動していくうちに本人およびファンともども慣れていった。
作内では知名度の低さやメンバーの怪我などのトラブルを乗り越えてファーストライブを成功へと導くが、海原プロデューサーのザル運営がたたってトータルにおいては赤字を叩き出してしまい、メディア会社のお荷物と化す。（その際、海原プロデューサーは年下の同僚である天王寺プロデューサーにこっ酷く叱られている）さらには、いちごと鈴の二人が自身の努力や人脈から少しずつ頭角を現すようになっていき、それぞれの参加番組が主導する別の音楽活動にも否応なしに着手する事になっていった事から、存亡の危機をほのめかされるに至る。
しかし、いちごと鈴は別活動の最中、イヤホンズでの活動経験に支えられる出来事を経験したため、それぞれユニットを継続させる希望を海原プロデューサーに進言。ユニットの危機に覚悟を決めかけていた双葉は二人の態度に号泣。三人の絆を深め、活動を続けていく事を誓う。その事がヒットメーカーである天王寺プロデューサーの耳に入り「だったら赤字の責任を自分たちでとってもらう」意図の元、彼の抱えるプロジェクトにも参加する事になっていく。

## 来歴

### 2015年
- 4月28日、TVアニメ「それが声優！」制作発表会にて、メンバーとユニット名『イヤホンズ』（現実のイヤホンズ ）の結成が発表され、イヤホンズのオフィシャルサイトがオープン。
- 6月18日、アーティストデビュー。全国のアニメイト店舗、およびゲーマーズ店舗限定販売で、デビューシングル「耳の中へ」をリリース。
- 6月21日、初のインストアライブをAKIHABARAゲーマーズにて開催。
- 7月4日、イヤホンズ初のレギュラーラジオ番組『イヤホンズのあなたのお耳にプラグイン！』が文化放送にてスタート。
- 7月5日から8月2日にかけて、都内を中心に1stインストアライブツアーを開催。
- 7月7日、メンバーらが主演を務めるテレビアニメ『それが声優！』が放映開始。
- 7月22日、2ndシングル「それが声優!」をリリース。
- 8月9日から9月27日にかけて、東京、横浜、名古屋、大阪にて2ndインストアライブツアーを開催。
- 8月29、30日の2日間、 『Animelo Summer Live 2015 THE GATE』のさいたまスーパーアリーナのけやき広場にて開催された野外ライブにA応Pと共に出演。
- 9月30日、3rdシングル「光の先へ」をリリース。
- 10月10日、WEBラジオ番組『それが声優! Presents WEBラジオ!』が配信スタート（毎週土曜日更新）。
- 10月11日、原宿アストロホールにて1stワンマンライブを開催。
- 11月21日、1stアルバム「MIRACLE MYSTERY TOUR」をリリース。
- 11月22日、渋谷・NHKホールにて姉貴分ユニット・Aice5との合同ライブ『イヤホンズ vs Aice5 〜それがユニット!〜』を開催。
- 12月10日、レギュラー番組『イヤホンズの戦略かいぎしつβ』（隔週木曜日20:00-）をLoGiRLにて配信開始。
- 1stアルバム発売を記念し、『イヤホンズ 1st ALBUM インストアライブツアー 〜MIRACLE MYSTERY TOUR〜』を東京・大阪・名古屋で開催。
- 12月27日、みるくらりあっとVOL8 〜続・MOE BREAK 2000〜【TOKYO】に出演。

### 2016年
- 2月6日、みるくらりあっとVOL8 〜続・MOE BREAK 2000〜【OSAKA】に出演。
- 3月21日、高野が在学していた、代々木アニメーション学院のライブイベントに出演。
- 3月23日、『イヤホンズ vs Aice5 ～それがユニット!～』のBlu-ray & DVDを発売。
- 4月20日、大槻ケンヂとのコラボ楽曲「現象のブレイド」をデジタルリリース。
- 6月5日、『イヤホンズ vs Aice5 〜それがユニット!〜』の打ち上げと銘打ったトークライブイベントを開催。
- 6月13日、高橋が左膝の腸脛靭帯炎を患ったことをオフィシャルサイトにて発表した。なお、6月18日の一周年記念ライブには足の具合を考慮した上で予定通り出演することも発表された。
- 6月18日、デビューから一周年を迎え、ラフォーレミュージアム原宿にて一周年記念ライブ『東京声優朝焼物語』を開催。
- 8月27日、さいたまスーパーアリーナにて開催された『Animelo Summer Live 2016 刻 -TOKI-』に出演。スペシャルゲストに石田耀子と永井ルイを迎え、『石田耀子とイヤホンズ』として『乙女のポリシー』を披露。翌日には、『乙女のポリシー』の『石田耀子とイヤホンズ』名義の音源をデジタルリリース。
- 10月5日、4thシングル「予め失われた僕らのバラッド」をリリース。
- 10月30日、東京キネマ倶楽部にて4thシングル『予め失われた僕らのバラッド』発売記念ハロウィンイベント〜Yummy Yummy Party〜を開催。
- 12月21日、イヤホンズ一周年記念ワンマンライブ『東京声優朝焼物語』のBlu-ray & DVDをリリース。
- 12月22日、一年間レギュラー出演していた冠番組・『イヤホンズの戦略かいぎしつβ』（LoGiRL）が最終回を迎えた。

### 2017年
- 2月15日、5thシングル「一件落着ゴ用心」をリリース。
- 3月4日、『一件落着ゴ用心』の発売を記念したライブイベント『一件落着祭』を開催。
- 3月22日、イヤホンズもアーティスト参加しているコンピレーション・アルバム『AKIBA'S COLLECTION』が発売。
- 3月25日、『AnimeJapan 2017』のライブステージ・『AJ Night』に出演。
- 5月20日、コンピレーションアルバム『AKIBA'S COLLECTION』の収録曲を引っ提げたライブイベント『AKIBA'S FESTIVAL』に出演。
- 6月18日、デビュー2周年を迎え、東京キネマ俱楽部にて2周年記念ワンマンライブ「月世界旅行楽団」を開催。イヤホンズとしては初となる "生バンド" 方式でのパフォーマンスでライブは行われ、バックバンドにはGEEKSのエンドウ.率いる「月世界旅行楽団」なるバンドマン達が登場した。
- 11月29日、イヤホンズ初となるオフィシャルファンブック『BIBLE』を発売。
- 12月24日、イヤホンズオフィシャルファンブック『BIBLE』の発売記念ファンミーティングが開催。イベント内では新ラジオ番組『イヤホンズの三平方の定理』第1回の公開収録も行われた。

### 2018年
- 1月9日、約2年ぶりとなるレギュラーラジオ番組『イヤホンズの三平方の定理』が音泉にて配信開始（隔週火曜日更新 → 毎月第4火曜日更新）。
- 2月18日、幕張メッセにて開催された『音泉祭』のステージイベントにイヤホンズが上田麗奈、松岡禎丞、藤田茜らと共に出演。パフォーマンスも行った。
- 3月14日、2ndアルバム「Some Dreams」をリリース。
- 3月24日、AnimeJapan 2018のルミカブースにスペシャルゲストとして長久が出演。『サイリウムダンス』の世界大会『サイリウムダンスワールドバトル』の主題歌に「サンキトウセン!」が起用されることが発表された。
- 6月17日、愛知・NAGOYA ReNY limitedにてイヤホンズ3周年記念ライブツアー『Some Dreams Tour 2018 -新次元の未来泥棒ども- 名古屋公演』を開催。
- 6月18日、デビュー3周年を迎える。
- 6月24日、大阪・umeda TRADにてイヤホンズ3周年記念ライブツアー『Some Dreams Tour 2018 -新次元の未来泥棒ども- 大阪公演』を開催。開催。ゲストに小坂明子を迎えた。
- 7月7日、東京・豊洲PITにてイヤホンズ3周年記念ライブツアー『Some Dreams Tour 2018 -新次元の未来泥棒ども- 東京公演』を開催。ゲストに串田アキラ、大槻ケンヂ、永井ルイを迎えた。
- 11月28日、デジタルシングル「わがままなアレゴリー」をリリース。
- 12月16日、単独イベント「イヤホンズクリスマス2018 in サンリオピューロランド」を開催。ライブ、ファンミーティングの2部構成で行われた。

### 2019年
- 1月19日、「サンキトウセン!」が公式テーマソングとしてタイアップされている『サイリウムダンスバトル 決勝FINAL〜ワールドロマンスパーク〜』に審査員として高野、長久が参加。
- 1月25日、フジテレビ『Tune』で「イヤホンズクリスマス2018」のライブパートの一部が放送され、メンバーらもコメント出演。
- 6月18日、デビュー4周年を迎え、かつて楽曲で共演した小坂明子、ROLLY、永井ルイ、大槻ケンヂ、月蝕會議によるお祝いメッセージが公開された。
- 6月23日、6thシングル「チュラタ チュラハ」発売に先駆け、イヤホンズ3周年記念LIVE『Some Dreams tour 2018 〜新次元の未来泥棒ども〜』の宇宙最速上映会&トークイベントを開催。
- 7月2日、4日、6日の日程で、6thシングル「チュラタ チュラハ」の発売を記念し、限定ブロマイドの個別お渡し会を開催。
- 7月3日、6thシングル「チュラタ チュラハ」をリリース。
- 7月8日、イヤホンズ×内藤るな・高井千帆・平瀬美里（ex.ロッカジャポニカ）×清竜人によるコラボ楽曲「竜人くんが大好きです♡」が配信開始。
- 7月15日、『EVIL LINE RECORDS 5th Anniversary FES “EVIL A LIVE” 2019』に出演。「新次元航路」、「あたしのなかのものがたり」に加え、今回のレーベルフェスでのコラボ楽曲「竜人くんが大好きです♡」、特撮とのコラボでは「林檎もぎれビーム!」を披露した。
- 10月11日、台風の接近により、10月12日に東京・品川ステラボールにて開催を予定していたイヤホンズ4周年記念ライブ『CULTURE CLUB』の中止・延期を発表。

### 2020年
- 2月27日、日本政府による新型コロナウイルス（COVID-19）感染拡大防止の為の注意喚起を踏まえ、2月29日にNEW PIER HALLにて開催を予定していたイヤホンズ4周年記念ライブ『CULTURE CLUB』（前年の台風接近に伴う振替公演）の中止を発表。メンバーやバックバンドとして参加予定だったアーティスト達が自身のTwitterで各々コメントを発表した。
- 2月29日、イヤホンズ公式Twitter・公式サイトより同年7月22日に3rdアルバム『Theory of evolution』を発売することを発表。また、2月29日に開催予定だったイヤホンズ4周年記念ライブ『CULTURE CLUB』で披露する予定だったセットリストもSpotifyにて公開した。
- 6月18日、デビュー5周年を迎え、それに合わせて3rdアルバム『Theory of evolution』にデビュー曲「耳の中へ」のアレンジバージョンである「耳の中へ!!!」がアルバム発売に先駆けデジタルリリース。
- 7月22日、3rdアルバム「Theory of evolution」をリリース。
- 7月23・24・27日、アルバム発売を記念したオンライントークイベント『5年目の記憶』を開催。月蝕會議のエンドウ.を司会進行に迎え、各日ごとにメンバーが1人ずつ出演した（長久→高野→高橋の順）。
- 9月12日、アルバム発売記念オンライントークイベント『5年目の記憶（イヤホンズver.）』を開催。
- 10月24日、オンラインライブイベントに先駆け、『Online前夜祭』と称して2018年に開催された『イヤホンズ3周年記念LIVE Some Dreams Tour 2018 -新次元の未来泥棒ども-』の東京公演の映像が、イヤホンズ初の試みとなるメンバーらによる録りおろしのオーディオコメンタリーとともにライブ配信された。
- 10月31日、イヤホンズ初の試みとなるオンラインライブイベント『EARPHONES Theory of evolution Online Show』を開催。
- 11月30日、『〜Online Show』で披露された「渇望のジレンマ」の映像が公式YouTubeチャンネルで公開され、同時に音源もデジタルリリースされた。スタジオ収録以外の音源のリリースは今回が初となる。

### 2021年
- 6月18日、デビュー6周年を迎える。
- 6月21日、イヤホンズのデビュー6周年を記念し、ラジオ番組『イヤホンズの三平方の定理』の公開生収録を音泉公式YouTubeチャンネルにてライブ配信。翌22日には収録内容を従来通り配信した。
- 8月20日、コンセプトEP発売に先駆け、収録曲「はじめまして」をデジタルリリース。
- 9月19日・23日・26日、コンセプトEP『identity』発売を記念したオンライントークイベント『みなさん！はじめまして』を各メンバーの個別に開催（長久→高野→高橋の順）。
- 9月22日、コンセプトEP「identity」をリリース。また、イヤホンズ初の試みとなるオンラインくじの販売も開始された。
- 10月16日、オンラインイベント『Re:EARPHONES Theory of evolution Online Show』を開催。
- 12月3日、3rdアルバム『Theory of evolution』収録曲「記憶」を、ソニーの360°立体音響技術『360 Reality Audio』に対応させた音源をデジタルリリース。

### 2022年
- 1月16日、6周年記念ライブの "前夜祭" と称し、2021年10月に開催されたオンラインイベント『Re: EARPHONES Theory of evolution Online Show』でのオーディオコメンタリーの一部が公式YouTubeチャンネルにて6時間限定で配信された。
- 1月24日、"前夜祭" 第2弾として、ラジオ番組『イヤホンズの三平方の定理』の公開生収録を音泉公式YouTubeチャンネルで配信。
- 1月28日、コンセプトEP「identity」の360 Reality Audio音源をデジタルリリース。
- 1月30日、立川ステージガーデンにて6周年記念LIVE「identity」を開催。有観客での単独ライブの開催は2018年12月16日の『イヤホンズクリスマス2018 in ピューロランド』以来約3年（1141日）ぶりとなる。
- 6月18日、デビュー7周年を迎え、それを記念した生配信を公式YouTubeチャンネルで開催。
- 10月21日、連続配信リリース企画第一弾「在りし日」をデジタルリリース。
- 11月18日、連続配信リリース企画第二弾「タイムカプセル」をデジタルリリース。
- 12月23日、連続配信リリース企画第三弾「トメハネハラウ」をデジタルリリース。

### 2023年
- 4月更新の『イヤホンズの三平方の定理』より、病気療養のため2022年10月更新回から約半年間欠席していた高野が復帰。
- 6月18日、デビュー8周年を迎え2年ぶりにアーティスト写真を更新。
- 8月27日、新橋・ニッショーホールにて8周年記念トークイベント『Earphones 8th Anniversary Special Party』を開催。
- 10月25日・12月22日、アルバム「手紙」発売に先駆け、収録曲「リクエスト」「だから大丈夫」をデジタルリリース。

### 2024年
- 1月19日・2月9日、アルバム「手紙」発売に先駆け、収録曲「ミンナゲンキカ。」「おーる・ざ・やんぐ・ぎーくす」をそれぞれデジタルリリース。
- 2月14日、4thアルバム「手紙」をリリース。
- 3月31日、アルバム発売を記念し、イヤホンズ「手紙」トーク＆コンサートを竹芝NEW PIER HALLにて開催。
- 5月4日、所属レーベル発足10周年記念ライブイベント『EVIL LINE RECORDS 10th Anniversary FES. "EVIL A LIVE" 2024』に出演。レーベルメイトの特撮、ドレスコーズとのコラボ楽曲「雲雀の舌のゼリー寄せ」も披露し、4月24日にはライブに先立って配信リリース。
- 6月、デビュー9周年を迎え、Animax Cafe+との記念のコラボカフェを東京・神戸で開催。

### 2025年
- 6月18日、デビュー10周年を迎え、記念の新曲リリースおよびトークイベントの開催を発表。

## メンバー
| 名前                         | ニックネーム | メンバーカラー | 誕生日  | 出身地 | ポディション                   | 趣味・特技                                       | 所属事務所         |
| ---------------------------- | ------------ | -------------- | ------- | ------ | ------------------------------ | ------------------------------------------------ | ------------------ |
| 高野麻里佳 （こうの まりか） | まりんか     | ブルー         | 2月22日 | 東京都 | イヤホンズのノイズビューティー | 競歩／一人焼肉／ヘッドバンギング／水泳           | 青二プロダクション |
| 高橋李依 （たかはし りえ）   | りえりー     | イエロー       | 2月27日 | 埼玉県 | イヤホンズの妹リーダー         | 100円ショップ巡り／整理収納                      | 81プロデュース     |
| 長久友紀 （ながく ゆき）     | がっきゅ     | ピンク         | 4月8日  | 兵庫県 | イヤホンズのいちご姫           | 読書（漫画）／ 歌唱／ゲーム メイク／バレーボール | 青二プロダクション |

### 自己紹介
ライブ、ラジオ番組、動画などでの始めの挨拶は
「高野麻里佳です！」
「高橋李依です！」
「長久友紀です！」
「私たち、イヤホンズです！」
となっている（各メンバーの名乗りの順番や内容は状況によって異なる）。
また、締めの挨拶は
「私たち、イヤホンズでしたー！」
が定番となっている。

### 立ち位置
ライブ、CDジャケットなどでの基本的な立ち位置は以下の通りである。
| 高橋李依             | 高野麻里佳 | 長久友紀             |
| -------------------- | ---------- | -------------------- |
| 観客から向かって左側 | センター   | 観客から向かって右側 |

### メンバー音符
デビュー当初から、各メンバーにはそれぞれ異なる音符が『メンバー音符』として割り振られており、その音符は初期のステージ衣装をはじめ、さまざまな媒体にて用いられている。
| 高橋李依 | 高野麻里佳  | 長久友紀 |
| -------- | ----------- | -------- |
| 2分音符  | 付点8分音符 | 16分音符 |

### イヤホンズ出演作品での担当キャラクター
|                        | アニメ                                  | アニメ                                     | アニメ                                      | アニメ                                         | ゲーム                                                      | ゲーム                                   |
| それが声優! （2015年） | AKIBA'S TRIP -THE ANIMATION- （2017年） | アニメガタリズ （2017年）                  | 斗え! スペースアテンダントアオイ （2019年） | BLADE ‐ブレイド 天から堕ちる千の刃‐ （2016年） | 神獄塔 メアリスケルター シリーズ （2016年、2018年、2020年） |                                          |
| ---------------------- | --------------------------------------- | ------------------------------------------ | ------------------------------------------- | ---------------------------------------------- | ----------------------------------------------------------- | ---------------------------------------- |
| 高橋李依               | 一ノ瀬双葉（主演）、コロリ              | 万世架まとめ、万世架うらめ                 | 小幡唯、おのか                              | リリィ                                         | エヴァ                                                      | 親指姫、首吊り台（Finaleのみ）           |
| 高野麻里佳             | 小花鈴                                  | 伝木凱にわか、昭和通マモリ（ドラマCDのみ） | ふみ                                        | レイ                                           | リモン                                                      | 白雪姫、アイアン・メイデン（Finaleのみ） |
| 長久友紀               | 萌咲いちご                              | 有紗・アホカイネン                         | さとり                                      | アオイ（主演）                                 | ラミエル                                                    | 眠り姫、ギロチン（Finaleのみ）           |

## 別名義
大槻ケンヂとイヤホンズ
- 大槻ケンヂとのスペシャルユニット。2016年4月20日に、このユニット名義で配信限定シングル『現象のブレイド』（ゲーム『BLADE -ブレイド 天から堕ちる千の刃-』テーマソング）をリリースした。
- 大槻はその後もイヤホンズが周年の節目を迎えた際にはお祝いコメントを寄せたり、2018年開催のイヤホンズ3周年記念ライブツアー『Some Dreams Tour 2018 -新次元の未来泥棒ども—』東京公演にゲスト出演し、『現象のブレイド』を楽曲リリース後初めてライブで披露し、さらに『林檎もぎれビーム!』をイヤホンズとともに披露、ライブ終盤にはイヤホンズの楽曲『ヨロコビノウタ』を同じくゲスト出演した串田アキラ、永井ルイ、ハローキティと共にイヤホンズと合唱した。また2019年開催の『EVIL LINE RECORDS 5th Anniversary FES “EVIL A LIVE” 2019』にて再びイヤホンズと共に『林檎もぎれビーム!』を“特撮×イヤホンズ“名義で披露した。

石田燿子とイヤホンズ
- 『Animelo Summer Live 2016 刻-TOKI-』にて共演した石田燿子とのスペシャルユニット。2016年8月28日にこのユニット名義で、石田の持ち歌てあり、イヤホンズもカヴァーした楽曲『乙女のポリシー』を配信限定シングルとしてリリースした。
- 石田は2020年にはイヤホンズの5周年を祝うビデオメッセージを寄せている。

まにあ～ず
- テレビアニメ 『AKIBA'S TRIP -THE ANIMATION-』の劇中にて、メンバー3人が演じているキャラクター3人（万世架まとめ、伝木凱にわか、有紗・アホカイネン）で結成された劇中アイドルユニット。
- 劇中で歌唱している楽曲は『サンキトウセン!』と『ヨロコビノウタ』の2曲である。

## ディスコグラフィ

### シングル
|     | 発売日            | タイトル                   | 規格品番                                      | 最高位 | 収録アルバム              |
| --- | ----------------- | -------------------------- | --------------------------------------------- | ------ | ------------------------- |
| 1st | 2015年6月18日     | 耳の中へ                   | NMAX-1191                                     | 29位   | MIRACLE MYSTERY TOUR      |
| 2nd | 2015年7月22日     | それが声優！               | KIZM-347/8【イヤホンズ盤】                    | 36位   | MIRACLE MYSTERY TOUR      |
| 2nd | 2015年7月22日     | それが声優！               | KICM-1616【それが声優! 盤】                   | 36位   | MIRACLE MYSTERY TOUR      |
| 3rd | 2015年9月30日     | 光の先へ                   | KICM-1628                                     | 34位   | MIRACLE MYSTERY TOUR      |
| 4th | 2016年10月5日     | 予め失われた僕らのバラッド | KICM-91715【初回限定盤】                      | 29位   | Some Dreams               |
| 4th | 2016年10月5日     | 予め失われた僕らのバラッド | KICM-1716【通常盤】                           | 29位   | Some Dreams               |
| 5th | 2017年2月15日     | 一件落着ゴ用心             | KIZM-471/2【イヤホンズ盤】                    | 33位   | Some Dreams               |
| 5th | 2017年2月15日     | 一件落着ゴ用心             | KICM-1751 【AKIBA'S TRIP -THE ANIMATION- 盤】 | 33位   | Some Dreams               |
| -   | 2017年8月13日     | 応援歌!                    | NMAX-1284                                     |        | Some Dreams【初回限定盤】 |
| -   | 2017年12月4日     | 応援歌!                    | NMAX-1284                                     |        | Some Dreams【初回限定盤】 |
| 6th | 2019年7月3日      | チュラタ チュラハ          | NKZM-1011/2【LIVE新次元の未来泥棒盤】         | 27位   | Theory of evolution       |
| 6th | 2019年7月3日      | チュラタ チュラハ          | KICM-1955【Radio盤】                          | 27位   | Theory of evolution       |
| 7th | 2025年8月23日予定 | かかえきれない花束を       | NKZM-1027                                     |        |                           |

#### デジタルシングル
| 発売日 | タイトル                                                | 備考 | 収録アルバム                                  |
| --- | ------------------------------------------------------- | --- | --------------------------------------------- |
| 2016年4月20日 | 現象のブレイド                                          | 【作詞：大槻ケンヂ／作曲・編曲：NARASAKI】 『大槻ケンヂとイヤホンズ』名義。 | Some Dreams 【初回限定盤】                    |
| 2016年8月28日 | 乙女のポリシー                                          | 【作詞：芹沢類／作曲・編曲：永井ルイ】 『石田燿子とイヤホンズ』名義。 | Some Dreams 【初回限定盤】                    |
| 2017年6月19日 | サンキトウセン!                                         | 【作詞・作曲・編曲：エンドウ.】 コンピレーション・アルバム 『AKIBA'S COLLECTION』からのリカットシングル。 | Some Dreams                                   |
| 2018年11月28日 | わがままなアレゴリー                                    | 【作詞・作曲・編曲：月蝕會議】 | Theory of evolution 【初回限定 進化の過程盤】 |
| 2020年6月18日 | 耳の中へ!!!                                             | 【作詞：あさのますみ／作曲：ヤマモトショウ／編曲：月蝕會議】 3rdアルバム 『Theory of evolution』発売に先駆け、 デビュー5周年の記念日に合わせて配信。                                                                        | Theory of evolution                           |
| 2020年11月30日 | 渇望のジレンマ （Theory of evolution Online Show Ver.） | 【作詞・作曲・編曲：月蝕會議】 オンラインライブイベント 『EARPHONES Theory of evolution Online Show』 のライブ音源 |                                               |
| 2021年8月20日 | はじめまして                                            | 【作詞・作曲・編曲：三浦康嗣（□□□）】 コンセプトEP『identity』発売に先駆け配信。 | identity                                      |
| 2022年 連続配信リリース企画 |                                                         | |                                               |
| 「手紙」をテーマに毎月連続でデジタルシングルをリリース。配信と合わせて公式YouTubeチャンネルにてリリックムービーを公開。 4thアルバム「手紙」では以下の3曲を含めた本企画と同じテーマの楽曲が収録される。 |                                                         | |                                               |
| 2022年10月21日 | 在りし日                                                | 【作詞・作曲：矢野絢子／編曲：さいとうりょうじ】 連続配信リリース企画 第一弾楽曲。 シンガーソングライター・矢野絢子の インディーズアルバム「星カンムリ」（2009年）に 収録されている同楽曲をイヤホンズに提供したものである。 | 手紙                                          |
| 2022年11月18日 | タイムカプセル                                          | 【作詞・作曲・編曲：やぎぬまかな】 連続配信リリース企画 第二弾楽曲。 | 手紙                                          |
| 2022年12月23日 | トメハネハラウ                                          | 【作詞：アフロ（MOROHA）／作曲：アフロ（MOROHA）・井上典政／編曲：井上典政】 連続配信リリース企画 第三弾楽曲。 本作で連続配信企画は終了となる。                                                                             | 手紙                                          |
| |                                                         | | 手紙                                          |
| 2023年10月25日 | リクエスト                                              | 【作詞・作曲：カモシタサラ（インナージャーニー）／編曲：月蝕會議】 4thアルバム「手紙」発売に先駆けて配信。 | 手紙                                          |
| 2023年12月22日 | だから大丈夫                                            | 【作詞：岩里祐穂／作曲・編曲：月蝕會議】 4thアルバム「手紙」発売に先駆けて配信。 | 手紙                                          |
| 2024年1月19日 | ミンナゲンキカ。                                        | 【作詞・作曲：矢野絢子／編曲：さいとうりょうじ】 4thアルバム「手紙」発売に先駆けて配信。 | 手紙                                          |
| 2024年2月9日 | おーる・ざ・やんぐ・ぎーくす                            | 【作詞・作曲：志磨遼平（ドレスコーズ）／編曲：大森俊之】 4thアルバム「手紙」発売に先駆けて配信。 | 手紙                                          |

### アルバム
|     | 発売日         | タイトル             | 規格品番                            | 最高位 |
| --- | -------------- | -------------------- | ----------------------------------- | ------ |
| 1st | 2015年11月21日 | MIRACLE MYSTERY TOUR | KICS-93325【初回限定盤】            | 55位   |
| 1st | 2015年11月21日 | MIRACLE MYSTERY TOUR | KICS-3325【通常盤】                 | 55位   |
| 2nd | 2018年3月14日  | Some Dreams          | NKZC-20～21【月世界旅行楽団LIVE盤】 | 22位   |
| 2nd | 2018年3月14日  | Some Dreams          | KICS-93684【初回限定盤】            | 22位   |
| 2nd | 2018年3月14日  | Some Dreams          | KICS-3684【通常盤】                 | 22位   |
| 3rd | 2020年7月22日  | Theory of evolution  | KICS-93923【初回限定 進化の過程盤】 | 16位   |
| 3rd | 2020年7月22日  | Theory of evolution  | KICS-3923【通常盤】                 | 16位   |
| 3rd | 2020年7月22日  | Theory of evolution  | ECB-997【ELR STORE限定盤】          | 16位   |
| 4th | 2024年2月14日  | 手紙                 | KICS-94128【初回限定盤】            |        |
| 4th | 2024年2月14日  | 手紙                 | KICS-4128【通常盤】                 |        |
| 4th | 2024年2月14日  | 手紙                 | NKZC-50【LIVE identity盤】          |        |

### EP
|              | 発売日        | タイトル | 規格品番                            | 最高位 |
| ------------ | ------------- | -------- | ----------------------------------- | ------ |
| コンセプトEP | 2021年9月22日 | identity | NKZX-5～6【初回限定 Online Show版】 | 9位    |
| コンセプトEP | 2021年9月22日 | identity | KIZX-499〜500【通常版】             | 9位    |

### 映像作品
|              | 発売日         | タイトル                                              | 規格品番                            | 最高位 |
| ------------ | -------------- | ----------------------------------------------------- | ----------------------------------- | ------ |
| ライブ映像   | 2016年3月23日  | イヤホンズ vs Aice5 ～それがユニット!～ NHKホール公演 | KIXM-232（Blu-ray）                 | 34位   |
| ライブ映像   | 2016年3月23日  | イヤホンズ vs Aice5 ～それがユニット!～ NHKホール公演 | KIBM-571〜2（DVD）                  | 182位  |
| ライブ映像   | 2016年12月21日 | 東京声優朝焼物語                                      | KIXM-90261【初回限定盤】            | 214位  |
| ライブ映像   | 2016年12月21日 | 東京声優朝焼物語                                      | KIBM-616【通常盤】                  |        |
| コンセプトEP | 2021年9月22日  | identity                                              | NKZX-5～6【初回限定 Online Show版】 | 9位    |
| コンセプトEP | 2021年9月22日  | identity                                              | KIZX-499〜500【通常版】             | 9位    |

### その他ディスコグラフィ
|                   | 発売日        | タイトル                                                    | タイトル                                                    | 備考 |
| ----------------- | ------------- | ----------------------------------------------------------- | ----------------------------------------------------------- | --- |
| デジタルアルバム  | 2016年6月18日 | 6/18 イヤホンズ一周年記念LIVE 東京声優朝焼物語セットリスト  | 6/18 イヤホンズ一周年記念LIVE 東京声優朝焼物語セットリスト  | mora限定配信 |
| ソロ楽曲          | 2017年6月18日 | パラレルギャロップ                                          | パラレルギャロップ                                          | イヤホンズ2周年記念ライブ『月世界旅行楽団』にて披露された、『魔法の遊園地のアトラクション』をイメージしたメンバー3人それぞれのソロ曲。 楽曲はライブのプレミアムチケット購入者限定でプレゼントされたCDに収録されている。 高橋李依は『メリーゴーランド』、高野麻里佳は『ジェットコースター』、長久友紀は『観覧車』を楽曲のテーマとしている。 |
| ソロ楽曲          | 2017年6月18日 | UNRULY COASTER                                              |                                                             | イヤホンズ2周年記念ライブ『月世界旅行楽団』にて披露された、『魔法の遊園地のアトラクション』をイメージしたメンバー3人それぞれのソロ曲。 楽曲はライブのプレミアムチケット購入者限定でプレゼントされたCDに収録されている。 高橋李依は『メリーゴーランド』、高野麻里佳は『ジェットコースター』、長久友紀は『観覧車』を楽曲のテーマとしている。 |
| ソロ楽曲          | 2017年6月18日 | いーあるさんせっと                                          |                                                             | イヤホンズ2周年記念ライブ『月世界旅行楽団』にて披露された、『魔法の遊園地のアトラクション』をイメージしたメンバー3人それぞれのソロ曲。 楽曲はライブのプレミアムチケット購入者限定でプレゼントされたCDに収録されている。 高橋李依は『メリーゴーランド』、高野麻里佳は『ジェットコースター』、長久友紀は『観覧車』を楽曲のテーマとしている。 |
| デジタルアルバム  | 2017年6月18日 | 6/18 イヤホンズ2周年記念LIVE 「月世界旅行楽団」セットリスト | 6/18 イヤホンズ2周年記念LIVE 「月世界旅行楽団」セットリスト | mora限定配信 |
| ラジオCD          | 2018年3月21日 | DJCD「イヤホンズの三平方の定理」                            | DJCD「イヤホンズの三平方の定理」                            | |
| コラボ楽曲        | 2019年7月8日  | 竜人くんが大好きです♡                                       | 竜人くんが大好きです♡                                       | EVIL LINE RECORDSのレーベルフェス『EVIL A LIVE』で披露された清竜人、内藤るな・高井千帆・平瀬美里（ex.ロッカジャポニカ）とのコラボソング。 |
| 360 Reality Audio | 2021年12月3日 | 記憶                                                        | 記憶                                                        | ソニーの立体音響技術『360 Reality Audio』に対応させた音源。 日本国内ではおもにAmazon Music Unlimitedで視聴が可能である。 |
| 360 Reality Audio | 2022年1月28日 | あたしのなかのものがたり                                    | あたしのなかのものがたり                                    | ソニーの立体音響技術『360 Reality Audio』に対応させた音源。 日本国内ではおもにAmazon Music Unlimitedで視聴が可能である。 |
| 360 Reality Audio | 2022年1月28日 | identity                                                    | それが声優! 2021                                            | ソニーの立体音響技術『360 Reality Audio』に対応させた音源。 日本国内ではおもにAmazon Music Unlimitedで視聴が可能である。 |
| 360 Reality Audio | 2022年1月28日 | identity                                                    | はじめまして                                                | ソニーの立体音響技術『360 Reality Audio』に対応させた音源。 日本国内ではおもにAmazon Music Unlimitedで視聴が可能である。 |
| 360 Reality Audio | 2022年1月28日 | identity                                                    | かなしみ                                                    | ソニーの立体音響技術『360 Reality Audio』に対応させた音源。 日本国内ではおもにAmazon Music Unlimitedで視聴が可能である。 |

### カバー楽曲
| タイトル               | 原曲アーティスト                                 | 収録CD                                                           |
| ---------------------- | ------------------------------------------------ | ---------------------------------------------------------------- |
| 残酷な天使のテーゼ     | 高橋洋子                                         | 2ndアルバム『Some Dreams』【初回限定盤】                         |
| ヒーローじゃなくていい | 堀江由衣                                         | 3rdシングル『光の先へ』                                          |
| Love Power             | Aice5                                            | 3rdシングル『光の先へ』                                          |
| 乙女のポリシー         | 石田燿子                                         | 2ndアルバム『Some Dreams』【初回限定盤】                         |
| イヤホンズのスーダラ節 | ハナ肇とクレージーキャッツ                       | 5thシングル『一件落着ゴ用心』【AKIBA'S TRIP -THE ANIMATION- 盤】 |
| タキシード・ミラージュ | 三石琴乃・富沢美智恵・久川綾・篠原恵美・深見梨加 | 未音源化。                                                       |
| かなしみ               | チャラン・ポ・ランタン                           | コンセプトEP『identity』                                         |

### タイアップ
| 楽曲                                            | タイアップ | 時期   |
| ----------------------------------------------- | --- | ------ |
| 耳の中へ                                        | 漫画『それが声優!』イメージソング | 2015年 |
| 耳の中へ                                        | テレビアニメ『それが声優!』第6話EDテーマ | 2015年 |
| それが声優!                                     | テレビアニメ『それが声優!』OPテーマ | 2015年 |
| あなたのお耳にプラグイン!                       | テレビアニメ『それが声優!』EDテーマ | 2015年 |
| 背中のWING                                      | ニコニコ生放送 イヤホンズ密着ドキュメント『それがイヤホンズ!』テーマソング                                                                        | 2015年 |
| 光の先へ                                        | テレビアニメ『それが声優!』第12話挿入歌 | 2015年 |
| 光の先へ                                        | テレビアニメ『それが声優!』最終話・特別編EDテーマ                                                                                                 | 2015年 |
| ヒーローじゃなくていい                          | テレビアニメ『それが声優!』第12話挿入歌 | 2015年 |
| ススメ! 音羽少女隊                              | ゲーム『ぐるぐるダンジョン のぶニャが』、『のぶニャがの野望』期間限定BGM                                                                          | 2015年 |
| 現象のブレイド (『大槻ケンヂとイヤホンズ』名義) | ゲーム『BLADE -ブレイド 天から堕ちる千の刃-』テーマソング                                                                                         | 2016年 |
| 予め失われた僕らのバラッド                      | PS Vita用ソフト『神獄塔 メアリスケルター』主題歌                                                                                                  | 2016年 |
| Yummy Yummy Party                               | 監獄レストラン『ザ・ロックアップ』期間限定コラボキャンペーンイメージソング                                                                        | 2016年 |
| ヨロコビノウタ                                  | PS Vita用ソフト『神獄塔 メアリスケルター』ED主題歌                                                                                                | 2016年 |
| ヨロコビノウタ                                  | テレビアニメ『AKIBA'S TRIP -THE ANIMATION-』最終話挿入歌（『まにあ～ず』名義）                                                                    | 2017年 |
| 一件落着ゴ用心                                  | テレビアニメ『AKIBA'S TRIP -THE ANIMATION-』OPテーマ                                                                                              | 2017年 |
| 一件落着ゴ用心                                  | テレビアニメ『アニメガタリズ』第3話・第5話挿入歌                                                                                                  | 2017年 |
| 理想郷物語                                      | テレビアニメ『AKIBA'S TRIP -THE ANIMATION-』×メイド喫茶「めいどりーみん」コラボカフェキャンペーンイメージソング                                   | 2017年 |
| サンキトウセン!                                 | テレビアニメ『AKIBA'S TRIP -THE ANIMATION-』第3話・第12話EDテーマ（『イヤホンズ』名義）、第3話・最終話挿入歌、第4話EDテーマ（『まにあ～ず』名義） | 2017年 |
| サンキトウセン!                                 | サイリウムダンスワールドバトル2018 主題歌 | 2018年 |
| 応援歌!                                         | 漫画『それが声優! 2017 FINAL 君に届くように』イメージソング                                                                                       | 2017年 |
| 新次元航路                                      | テレビ東京系『勇者ああああ』エンディングテーマ（2018年4月度）                                                                                     | 2018年 |
| ミーチャイキュットンティーガプリウテグバンコ    | PS4用ソフト『神獄塔 メアリスケルター2』予約特典ゲーム『恋獄塔 めありーすけるたー』主題歌                                                          | 2018年 |
| ウィッチクラフト《テオフィルの奇蹟》            | PS4・Nintendo Switch用ソフト『神獄塔 メアリスケルター2』主題歌                                                                                    | 2018年 |
| 未来泥棒                                        | PS4・Nintendo Switch用ソフト『神獄塔 メアリスケルター2』ED主題歌                                                                                  | 2018年 |
| わがままなアレゴリー                            | サンリオピューロランドクリスマスイベント『Puro Christmas 2018』イメージソング                                                                     | 2018年 |
| チュラタ チュラハ                               | 文化庁主催『あにめたまご2019』参加作品 劇場アニメ『斗え！スペースアテンダントアオイ』主題歌                                                       | 2019年 |
| 記憶                                            | BS11『どっぷりアプリ』2020年10月度EDテーマ | 2020年 |
| 渇望のジレンマ                                  | PS4・Nintendo Switch用ソフト『神獄塔 メアリスケルターFinale』OP主題歌                                                                             | 2020年 |
| 循環謳歌                                        | PS4・Nintendo Switch用ソフト『神獄塔 メアリスケルターFinale』ED主題歌                                                                             | 2020年 |
| はじめまして                                    | テレビ朝日系列『musicる TV』2021年9月度エンディングテーマ                                                                                         | 2021年 |
| かかえきれない花束を                            | 漫画『それが声優! 10 years after…』テーマソング                                                                                                   | 2025年 |

### 参加アルバム
| 発売日        | タイトル                                             | 規格品番     | 備考                                                                                           |
| ------------- | ---------------------------------------------------- | ------------ | ---------------------------------------------------------------------------------------------- |
| 2016年4月27日 | J-アニソン神曲祭り -パレード- ［DJ和in No.1胸熱MIX］ |              | 『あなたのお耳にプラグイン!』を収録。                                                          |
| 2016年12月8日 | 神獄塔メアリスケルター オリジナルサウンドトラック    | ZSCM-16338   | 『予め失われた僕らのバラッド』（主題歌）、『ヨロコビノウタ』（ED主題歌）のショートver.を収録。 |
| 2017年3月22日 | AKIBA'S COLLECTION                                   | KICA-3267    | 『サンキトウセン!』を収録。                                                                    |
| 2019年7月15日 | EVIL A LIVE                                          | NKCD-6873〜4 | 『それが声優!』を収録。                                                                        |

### 参加映像作品
- Animelo Summer Live 2016 刻-TOKI- 8.27（2017年）

### 書籍
| 発売日         | タイトル                                  |
| -------------- | ----------------------------------------- |
| 2017年11月29日 | イヤホンズ オフィシャルファンブック BIBLE |

## ライブ・イベント

### 単独ライブ
| 開催日                                                                          | タイトル                                                                 | セットリスト | 会場                                                                           | ゲスト                                                                        | 備考                                                                                           |
| ------------------------------------------------------------------------------- | ------------------------------------------------------------------------ | --- | ------------------------------------------------------------------------------ | ----------------------------------------------------------------------------- | ---------------------------------------------------------------------------------------------- |
| 2015年10月11日                                                                  | イヤホンズ 単独1stライブ                                                 | 1.overture 2.それが声優! 3.背中のWING 4.残酷な天使のテーゼ 5.ヒーローじゃなくていい 6.耳の中へ 7.成長! 全力シンデレラ 8.あなたのお耳にプラグイン! EN1.Magic of love EN2.Love Power EN3.光の先へ | 原宿アストロホール                                                             |                                                                               |                                                                                                |
| 2016年6月18日                                                                   | イヤホンズ一周年記念LIVE 「東京声優朝焼物語」                            | 一. overture 二. 耳の中へ 三. それが声優！ 四. 残酷な天使のテーゼ～ヒーローじゃなくていい～Love Power～ 五. 280秒間世界一周～幸せのイヤホンを探して～ 六. ススメ！音羽少女隊 七. 私でキマリ☆ 八. 背中のWING 九. プロ根！～地獄の一丁目特訓！の巻～ 十. Magic of love 十一. あなたのお耳にプラグイン！～乙女のポリシー～ 十二. 成長！全力シンデレラ アンコール 十三. お買物めっちゃええねんチャンネルのうた 十四. 光の先へ | ラフォーレミュージアム原宿                                                     |                                                                               | 高橋李依が左膝の腸脛靭帯炎と診断されたため、高橋の左膝を考慮したパフォーマンスに変更となった。 |
| 2017年6月18日                                                                   | イヤホンズ2周年記念LIVE 「月世界旅行楽団」                               | <1部> M1. 理想郷物語 M2. 一件落着ゴ用心 M3. ススメ！音羽少女隊 M4. それが声優！ M5. 耳の中へ M6. Magic of love M7. パラレルギャロップ（高橋李依） M8. UNRULY COASTER（高野麻里佳） M9. いーあるさんせっと（長久友紀） M10. 予め失われた僕らのバラッド M11. Yummy Yummy Party M12. 成長！全力シンデレラ M13. サンキトウセン！ EN1. あなたのお耳にプラグイン〜イヤホンズのスーダラ節〜 EN2. ヨロコビノウタ <2部> M1. 理想郷物語 M2. 一件落着ゴ用心 M3. ススメ！音羽少女隊 M4. それが声優！ M5. 光の先へ M6. Magic of love M7.パラレルギャロップ（高橋李依） M8. UNRURY COASTER（高野麻里佳） M9. いーあるさんせっと（長久友紀） M10. 予め失われた僕らのバラッド M11. Yummy Yummy Party M12. サンキトウセン！ M13. 成長！全力シンデレラ EN1. あなたのお耳にプラグイン〜イヤホンズのスーダラ節〜 EN2. ヨロコビノウタ | 東京キネマ倶楽部                                                               | 永井ルイ                                                                      | 初のバックバンドを取り入れた公演。                                                             |
| 2018年6月17日 （名古屋公演）2018年6月24日 （大阪公演）2018年7月7日 （東京公演） | イヤホンズ3周年記念LIVE 「Some Dreams Tour 2018 -新次元の未来泥棒ども-」 | 【名古屋公演】 M1. 新次元航路 M2. 理想郷物語 M3. 一件落着ゴ用心 M4. ミーチャイキュットンティーガプリウテグバンコ M5. あたしのなかのものがたり M6. Fuwa くちゃ Dreamer M7. パラレルギャロップ（高橋李依） M8. UNRULY COASTER（高野麻里佳） M9. いーあるさんせっと（長久友紀） M10. 予め失われた僕らのバラッド M11. ウィッチクラフト《テオフィルの奇蹟》 M12. Yummy Yummy Party M13. サンキトウセン! M14. ヨロコビノウタ M15. 未来泥棒 EN1. ススメ! 音羽少女隊 EN2. 応援歌! 【大阪公演】 M1. 新次元航路 M2. 理想郷物語 M3. 一件落着ゴ用心 M4. ミーチャイキュットンティーガプリウテグバンコ M5. あたしのなかのものがたり M6. Fuwa くちゃ Dreamer（with 小坂明子） M7. タキシード・ミラージュ（with 小坂明子） M8. 予め失われた僕らのバラッド M9. ウィッチクラフト《テオフィルの奇蹟》 M10. Yummy Yummy Party M11. サンキトウセン! M12. ヨロコビノウタ M13. 未来泥棒 EN1. お買物めっちゃええねんチャンネルのうた EN2. 応援歌! 【東京公演】 M1. 新次元航路 M2. 理想郷物語 M3. 一件落着ゴ用心（with 串田アキラ） M4. 宇宙刑事ギャバン（with 串田アキラ） M5. ミーチャイキュットティーガプリウテグバンコ M6. あたしのなかのものがたり M7. Fuwa くちゃ Dreamer M8. 現象のブレイド（with 大槻ケンヂ） M9. 林檎もぎれビーム!（with 大槻ケンヂ） M10. 予め失われた僕らのバラッド M11. ウィッチクラフト《テオフィルの奇蹟》 M12. Yummy Yummy Party M13. サンキトウセン! M14. 未来泥棒（with 永井ルイ） EN1. それが声優! EN2. 応援歌! EN3. ヨロコビノウタ（with 串田アキラ・大槻ケンヂ・永井ルイ・ハローキティ） | NAGOYA ReNY limited（名古屋公演） umeda TRAD（大阪公演）TOYOSU PIT（東京公演） | 【大阪公演】 小坂明子【東京公演】 串田アキラ 大槻ケンヂ 永井ルイ ハローキティ | 全公演にわたり、月蝕會議がバックバンドを担当した。                                             |
| 2018年12月16日                                                                  | イヤホンズクリスマス2018 in サンリオピューロランド                       | <1部> 1. 新次元航路 2. 予め失われた僕らのバラッド 3. Yummy Yummy Party 4. あたしのなかのものがたり 5. Fuwa くちゃ Dreamer 6. 一件落着ゴ用心 7. サンキトウセン! 8. 未来泥棒 9. わがままなアレゴリー 10. ヨロコビノウタ<2部> 1. 新次元航路 2. 予め失われた僕らのバラッド 3. Yummy Yummy Party 4. あたしのなかのものがたり 5. Fuwa くちゃ Dreamer 6. 理想郷物語 7. ススメ! 音羽少女隊 8. ミーチャイキュットンティーガプリウテグバンコ 9. わがままなアレゴリー 10. サンキトウセン! | サンリオピューロランド                                                         |                                                                               |                                                                                                |
| 2019年10月12日2020年2月29日 （振替公演）                                        | イヤホンズ4周年記念LIVE 「CULTURE CLUB」                                 | M1. チュラタ チュラハ M2. 耳の中へ M3. 背中のWING M4. ミーチャイキュットンティーガプリウテクバンコ M5. それが声優! M6. あたしのなかのものがたり M7. わがままなアレゴリー M8. 私でキマリ☆ M9. Magic of love M10. プロ根! 〜地獄の一丁目特訓!の巻〜 M11. 新次元航路 M12. サンキトウセン! M13. Yummy Yummy Party M14. 未来泥棒 M15. イヤホンズのスーダラ節 M16. ヨロコビノウタ | 品川ステラボール → 竹芝NEw PIER HALL                                           |                                                                               | 台風19号（令和元年東日本台風）の影響で中止・延期 → 新型コロナウイルスの影響で完全中止          |
| 2020年10月31日                                                                  | EARPHONES Theory of evolution Online Show                                | M1. 記録 M2. 記憶 M3. あたしのなかのものがたり M4. 渇望のジレンマ M5. チュラタ チュラハ M6. 背中のWING!!! M7. わがままなアレゴリー!!! M8. 循環謳歌 M9. 耳の中へ!!! M10. Medley（私でキマリ☆ → Magic of love → プロ根! 〜地獄の一丁目特訓! の巻〜） M11. サンキトウセン! | ZAIKO（オンライン配信） （収録会場：クラブミクサ）                             |                                                                               |                                                                                                |
| 2022年1月30日                                                                   | イヤホンズ6周年記念LIVE「identity」                                      | 〜第1幕〜 M1. それが声優! 2021 M2. はじめまして M3. 280秒間世界一周 〜幸せのイヤホンを探して〜 M4. あたしのなかのものがたり M5. わがままなアレゴリー!!! M6. かなしみ 〜第2幕〜 M7. 理想郷物語 M8. 一件落着ゴ用心 M9. チュラタ チュラハ M10. 耳の中へ!!! M11. 成長! 全力シンデレラ M12. サンキトウセン! 〜第3幕〜 M13. あなたのお耳にプラグイン! 〜勇者へのミサ・ブレイヴィス〜 M14. 応援歌! M15. ヨロコビノウタ | 立川ステージガーデン Streaming+（国内配信） ZAIKO（海外配信）                  |                                                                               |                                                                                                |
| 2024年3月31日                                                                   | イヤホンズ「手紙」トーク&コンサート                                      | M1.在りし日 M2.ミンナゲンキカ。 〜トークパート〜 M3.リクエスト M4.タイムカプセル M5.トメハネハラウ M6.だから大丈夫 M7.おーる・ざ・やんぐ・ぎーくす | 竹芝NEW PIER HALL Streaming+（オンライン配信）                                 |                                                                               |                                                                                                |

### 合同ライブ
| 開催日              | タイトル                                                   | 会場                                            | セットリスト | 備考                                                                              |
| ------------------- | ---------------------------------------------------------- | ----------------------------------------------- | --- | --------------------------------------------------------------------------------- |
| 2015年8月29日・30日 | イヤホンズ ライブステージ 〜アニサマという光の先へ〜       | さいたまスーパーアリーナ けやき広場             | |                                                                                   |
| 2015年9月20日       | あに☆ぱら 〜anime paradise〜 2015 in 名古屋                | 日本特殊陶業市民会館ビレッジホール              | |                                                                                   |
| 2015年11月22日      | イヤホンズ vs Aice5 〜それがユニット！〜                   | NHKホール                                       | M1. 光の先へ（イヤホンズ） M2. Re.MEMBER（Aice5） M3. overture（イヤホンズ） M4. 背中のWING（イヤホンズ） M5. 私でキマリ☆（イヤホンズ） M6. Magic of love（イヤホンズ） M7. ヒーローじゃなくていい（イヤホンズ） M8. Stardust〜Aice5のテーマ〜（Aice5） M9. Brand new day（Aice5） M10. ふりふり（Aice5） M11. 裏・友情物語（Aice5） M12. 耳の中へ（イヤホンズ＋浅野真澄） M13. マーブルロケット～白い月 （堀江由衣・木村まどか・神田朱美・高野麻里佳・高橋李依・長久友紀(色被りユニット)） M-14 five arrows（たかはし智秋 feat. グッドルッキングガイ） M15. プロ根！〜地獄の一丁目特訓! の巻〜（イヤホンズ） M16. ショートショートケーキ（Aice5） M17. 280秒間世界一周 〜幸せのイヤホンを探して〜（イヤホンズ） M18. ススメ! 音羽少女隊（イヤホンズ） M19. それが声優！（イヤホンズ） M20. Lady Go!（Aice5） M21. Be with you（Aice5） M22. Get Back（Aice5） M23. あなたのお口とお耳にAice5クリームをプラグイン!（イヤホンズ＆Aice5） M24. Partyしようよ!（イヤホンズ＆Aice5） アンコール M25. 成長！全力シンデレラ（イヤホンズ） M26. 指先Language（Aice5） M27. Love Power（イヤホンズ＆Aice5） |                                                                                   |
| 2015年12月27日      | みるくらりあっとVOL8 〜続・MOE BREAK 2000〜【TOKYO】       | Zepp DiverCity Tokyo                            | |                                                                                   |
| 2016年2月7日        | みるくらりあっとVOL8 〜続・MOE BREAK 2000〜【OSAKA】       | DOJIMA RIVER FORUM                              | |                                                                                   |
| 2016年8月27日       | Animelo Summer Live 2016 刻 -TOKI-                         | さいたまスーパーアリーナ                        | | 石田燿子・永井ルイがシークレットゲストで出演。5人で「乙女のポリシー」を披露した。 |
| 2017年3月25日       | AJ Night                                                   | TOYOSU PIT                                      | |                                                                                   |
| 2017年5月20日       | AKIBA'S FESTIVAL                                           | 神奈川県民ホール                                | <1部> M1. 一件落着ゴ用心／イヤホンズ+串田アキラ M2. 晴レ晴レファンファーレ／みみめめMIMI M3. リライミライ／みみめめMIMI M4. 超反応ガール／A応P M5. はなまるぴっぴはよいこだけ／A応P M6. カラフルストーリー／every♥ing! M7. 心のメモリー／every♥ing! M8. ゆめいろ学院校歌／every♥ing! M9. 太陽戦隊サンバルカン／串田アキラ M10. 疾風ザブングル／串田アキラ M11. 宇宙刑事ギャバン／串田アキラ M12. 横濱行進曲／ミルキィホームズ M13. Fighting☆Dramatic／ミルキィホームズ M14. 雨上がりのミライ／ミルキィホームズ M15. ここだよ。／桃井はるこ M16. セカイじゅうのAKIHABARAで／桃井はるこ M17. LOVE.EXE／桃井はるこ M18. 幻想曲WONDERLAND／i☆Ris M19. DIVE TO LIVE／i☆Ris M20. Make it!／i☆Ris M21. サンキトウセン！／イヤホンズ M22. ヨロコビノウタ／イヤホンズ M23. サトームセンCMソング／ALL CAST（串田アキラ×アキバフレンズ） M24. 富士サファリパークCMソング／ALL CAST（串田アキラ×アキバフレンズ） <2部> M1.一件落着ゴ用心／イヤホンズ+串田アキラ M2.リライミライ／みみめめMIMI M3.サヨナラ嘘ツキ／みみめめMIMI M4.超反応ガール／A応P M5.全力バタンキュー／A応P M6.ケサランパサラン／every♥ing! M7.心のメモリー／every♥ing! M8. カラフルストーリー／every♥ing! M9. キン肉マンGo Fight!／串田アキラ M10. We are the ONE〜僕らはひとつ〜(爆竜戦隊アバレンジャーED) ／串田アキラ M11. 宇宙刑事ギャバン／串田アキラ M12. 横濱行進曲／ミルキィホームズ M13. Fighting☆Dramatic／ミルキィホームズ M14. 正解はヒトツ！じゃない!!／ミルキィホームズ M15. アキハバラブ -summery summer version-／桃井はるこ M16. My resolusion -あの時計の下で-／桃井はるこ M17. セカイじゅうのAKIHABARAで／桃井はるこ M18. ドリームパレード／i☆Ris M19. DIVE TO LIVE／i☆Ris M20. Goin’on／i☆Ris M21. サンキトウセン！／イヤホンズ M22. ヨロコビノウタ／イヤホンズ M23. サトームセンCMソング／ALL CAST（串田アキラ×アキバフレンズ） M24. 富士サファリパークCMソング／ALL CAST（串田アキラ×アキバフレンズ） |                                                                                   |
| 2018年12月1日       | C3AFA Singapore 2018「LOVE ANISONG」                       | Suntec Singapore Convention & Exhibition Centre | |                                                                                   |
| 2019年7月15日       | EVIL LINE RECORDS 5th Anniversary FES. "EVIL A LIVE" 2019  | パシフィコ横浜 国立大ホール                     | |                                                                                   |
| 2024年5月4日予定    | EVIL LINE RECORDS 10th Anniversary FES. "EVIL A LIVE" 2024 | 東京ガーデンシアター                            | |                                                                                   |

### イベント
| 開催日         | タイトル |
| -------------- | --- |
| 2015年6月21日  | 「はじめまして。」イヤホンズです！ supported by YAMATO |
| 2015年6月27日  | 『それが声優！』第1話 先行上映会＆イヤホンズ イベントsupported by YAMATO |
| 2015年7月5日   | イヤホンズ 1stインストアライブツアー2015 〜あなたのお耳にプラグイン！虎穴に入らずんば虎児を得ず。〜                                                                            |
| 2015年7月12日  | イヤホンズ 1stインストアライブツアー2015 〜あなたのお耳にプラグイン！虎穴に入らずんば虎児を得ず。〜                                                                            |
| 2015年7月26日  | イヤホンズ 1stインストアライブツアー2015 〜あなたのお耳にプラグイン！虎穴に入らずんば虎児を得ず。〜                                                                            |
| 2015年8月2日   | イヤホンズ 1stインストアライブツアー2015 〜あなたのお耳にプラグイン！虎穴に入らずんば虎児を得ず。〜                                                                            |
| 2015年8月9日   | イヤホンズ 2ndインストアライブツアー2015 〜光の先へ〜 |
| 2015年8月23日  | イヤホンズ 2ndインストアライブツアー2015 〜光の先へ〜 |
| 2015年9月6日   | イヤホンズ 2ndインストアライブツアー2015 〜光の先へ〜 |
| 2015年9月13日  | イヤホンズ 2ndインストアライブツアー2015 〜光の先へ〜 |
| 2015年9月27日  | イヤホンズ 2ndインストアライブツアー2015 〜光の先へ〜 |
| 2015年9月3日   | 「それが声優！」SHIROBACOコラボ記念企画 主演キャストトークイベント |
| 2015年9月30日  | イヤホンズ＆Aice5「お渡し会〜930祭り〜」 |
| 2015年11月1日  | 声優魂大阪大会 |
| 2015年11月29日 | イヤホンズ 1st ALBUM インストアライブツアー 〜MIRACLE MYSTERY TOUR〜 |
| 2015年12月6日  | イヤホンズ 1st ALBUM インストアライブツアー 〜MIRACLE MYSTERY TOUR〜 |
| 2015年12月13日 | イヤホンズ 1st ALBUM インストアライブツアー 〜MIRACLE MYSTERY TOUR〜 |
| 2015年12月20日 | イヤホンズ 1st ALBUM インストアライブツアー 〜MIRACLE MYSTERY TOUR〜 |
| 2016年3月21日  | 代アニLIVEステーション 代アニ体験イヤホンズスペシャルイベント |
| 2016年4月19日  | 『BLADE -ブレイド 天から墜ちる千の刃-』リリース発表会 |
| 2016年10月30日 | 「予め失われた僕らのバラッド」発売記念ハロウィンイベント ～Yummy Yummy Party～                                                                                                 |
| 2016年12月27日 | 『AKIBA'S TRIP -THE ANIMATION-』先行上映会 |
| 2017年3月4日   | 「一件落着ゴ用心」発売記念イベント『一件落着祭』 |
| 2017年3月25日  | AnimeJapan 2017 「BSフジpresents 声優によるアニメ スペシャルステージ」 |
| 2017年12月24日 | イヤホンズ X'mas Fan meeting |
| 2018年2月18日  | イヤホンズ×＜音泉＞プレミアムサポーター祭！ ～＜音泉＞プレミアムサポーターですか？ただの＜音泉＞サポーターですか？スーパープレミアムサポータークラブとイヤホンズはじめました～ |
| 2018年3月11日  | イヤホンズ 2周年記念LIVE「月世界旅行楽団」宇宙最速 先行上映会＆トークイベント                                                                                                  |
| 2018年3月15日  | 「Some Dreams」発売記念 特典お渡し会 |
| 2018年3月16日  | 「Some Dreams」発売記念 特典お渡し会 |
| 2018年3月18日  | 「Some Dreams」発売記念 特典お渡し会 |
| 2018年4月1日   | イヤホンズ2ndアルバム「Some Dreams」発売記念ライブイベント 「Dream Awake From Dream」                                                                                          |
| 2019年6月23日  | イヤホンズ 3周年記念LIVE Some Dreams Tour 2018 -新次元の未来泥棒ども-（東京公演）完全版 宇宙最速上映会&トークイベント                                                          |
| 2019年7月2日   | 「チュラタ チュラハ」発売記念 特典お渡し会 |
| 2019年7月4日   | 「チュラタ チュラハ」発売記念 特典お渡し会 |
| 2019年7月6日   | 「チュラタ チュラハ」発売記念 特典お渡し会 |
| 2020年7月23日  | イヤホンズ オンライントークイベント 「5年目の記憶」 |
| 2020年7月24日  | イヤホンズ オンライントークイベント 「5年目の記憶」 |
| 2020年7月27日  | イヤホンズ オンライントークイベント 「5年目の記憶」 |
| 2020年9月12日  | イヤホンズ オンライントークイベント 「5年目の記憶」 |
| 2020年10月24日 | 「Online Show前夜祭」イヤホンズ３周年記念LIVE Some Dreams Tour 2018 -新次元の未来泥棒ども-《東京公演》オーディオコメンタリー                                                   |
| 2021年6月21日  | 「イヤホンズの三平方の定理」イヤホンズ6周年＆放送50回記念公開生収録 |
| 2021年9月19日  | イヤホンズ オンライントークイベント 「みなさん！はじめまして」 |
| 2021年9月23日  | イヤホンズ オンライントークイベント 「みなさん！はじめまして」 |
| 2021年9月26日  | イヤホンズ オンライントークイベント 「みなさん！はじめまして」 |
| 2021年9月27日  | 「イヤホンズの三平方の定理」コンセプトEP『identity』発売記念ラジオ生配信 |
| 2021年10月16日 | Re: EARPHONES Theory of evolution Online Show |
| 2022年1月24日  | 「イヤホンズの三平方の定理」6周年記念LIVE『identity』直前ラジオ生配信 |
| 2022年6月18日  | イヤホンズ7周年記念 SPバースデーパーティー |
| 2023年8月27日  | Earphones 8th Anniversary Special Party |
| 2025年8月24日  | イヤホンズ 10th Anniversary ＆ 「イヤホンズの三平方の定理」放送100回記念イベント                                                                                               |

## 出演

### テレビ
- それがイヤホンズ！ - 2015年7月10日よりニコニコ生放送とニコニコチャンネルでアニメ本編終了後に配信の密着ドキュメント番組[5]。
- あたしの音楽（フジテレビNEXT 2015年11月28日） - コアラモード.と共演。
- リスアニ！TV（MBS毎日放送 2016年10月11日）
- アニ☆ステ（TOKYO MX、2017年8月17日）
- musicる TV（テレビ朝日 2021年9月27日）

### ラジオ
※太字はレギュラー番組。
- イヤホンズのあなたのお耳にプラグイン！（文化放送『A&G TRIBAL RADIO エジソン』（毎週土曜日21時）内、『それが声優!』公式サイト内：2015年7月4日 - 9月26日）[6]
  - ラジオのトーク番組を勉強するという形になっており、番組最後に毎回ダメ出しされた。初回と最終回（第13回）は生放送。ゲスト出演は、初回に あさのますみ（「それが声優!」原作者）。
- wktkの枠（JFNラジオ(FM)×ニコ生連動番組：2015年9月12日、ゲスト出演）
- それが声優! Presents WEBラジオ！（音泉、HiBiKi Radio Station、アニメイトTV：2015年10月10日 - 11月28日）[7]
  - 毎週土曜日配信、全8回。コーナーは「ふつおた」「コマクちゃんたちからの挑戦状！（リスナー提案によるチャレンジ企画）」「双葉の名前の由来（由来をリスナーから募集）」。ゲスト出演は、第2回に古木のぞみ（紺野あおい 役）、第4回に あさのますみ（原作者）、第5回に たかはし智秋（Aice5）と木村まどか（Aice5）、第7回にコーエーテクモゲームスの広重プロデューサー。
- らじらー!サンデー(NHK第1ラジオ)
  - 2015年11月29日
  - 2016年10月2日
  - 2017年3月12日
- 月曜の夜だから…。（2017年2月6日 FM FUJI）※高橋・長久のみの出演
- 鷲崎健のヨルナイト×ヨルナイト（2017年3月9日 文化放送）
- イヤホンズの三平方の定理（音泉：2018年1月9日 - ）
  - 毎月第4火曜日配信。おもなコーナーは
    - 「ちょっとお耳に入れたい事があります」
      - ふつおたのコーナー。

    - 「記憶〜君はどんな風に覚えてる？〜」
      - リスナーから募集したイヤホンズにまつわるオリジナルクイズに3人が答えるコーナー。

    - 「ピタゴラスの定理」
      - リスナーから募集した、普段の生活の中で証明された法則や定理をイヤホンズがジャッジするコーナー。

    - 「イヤホンズ&チョコレート」
      - リスナーから募集した「日常にあふれるピンチ」&「それを切り抜けるアイテム」をランダムで提示。それらを使ってどうピンチを切り抜けるかを考えるコーナー。

    - 「一件落着ゴ相談」
      - 相談コーナー。

    - 「だいしてる!!!」
      - イヤホンズが、今流行りのものを体験するコーナー。
- パワーボイスA（2018年3月11日、NHK第1ラジオ）
- A&G TRIBAL RADIO エジソン（2020年8月1日、文化放送）

### 配信番組
- イヤホンズの戦略かいぎしつβ （2015年12月10日 - 2016年12月22日、レギュラー出演）